# 李雄 (十六國)
成武帝李雄（274年—334年），字仲儁，氐人，十六国时期成漢開國皇帝（304年至334年在位）。李特第三子，母羅氏。304年李雄自稱成都王，建年號建興。306年正式稱帝，國號大成，史稱成漢。

## 生平

### 早年
李雄身高八尺三寸，容貌俊美。少年時以剛烈氣概聞名，常常在鄉里間周旋，有見識的人士都很器重他。有個叫劉化的人，是道家術士，常對人說：“關、隴一帶的士人都將往南去，李家兒子中只有仲俊有非凡的儀表，終歸會成為人主的。 ”

### 攻入成都
李特在蜀地率流民起義，承皇帝旨意，任命李雄為前將軍。西晉太安二年（303年），李特被益州刺史羅尚擊殺，李雄的哥哥李荡追杀晋军时阵亡，李特的繼任者李流旋亦病故，李雄自稱大都督、大將軍、益州牧，住在郫城。羅尚派部將攻打李雄，李雄將其擊跑。叔父李驤攻打犍為，切斷羅尚運糧路錢，羅尚的軍隊非常缺糧，攻打得又很急，於是留下牙門羅特固守，羅尚棄城在夜晚逃走。羅特打開城門迎李雄進城，接著攻克成都。在當時李雄的軍隊非常飢餓，於是就率部眾到郪地去就食，挖掘野芋頭來吃。蜀人流亡逃散，往東下到江陽，往南進入七郡。李雄因為西山的范長生居住在山崖洞穴裡，求道養志，想要迎他來立為君而自己做他的臣子。范長生執意推辭。李雄於是盡量避讓，不敢稱制，無論大小事情，都由李國、李離兄弟決斷。李國等人事奉李雄更加恭謹。

### 建立大成
永興元年（304年），將領們執意請李雄即尊位，於是李雄自稱成都王，赦免境內罪犯，建年號建興，廢除晉朝法律，約法七章。任命叔父李驤為太傅，兄長李始為太保，折衝將軍李離為太尉，建威將軍李雲為司徒，翊軍將軍李璜為司空，材官李國為太宰，其餘的人委任各自不同。追尊他的曾祖父李虎（即李武）為巴郡桓公，祖父李慕為隴西襄王，父親李特為成都景王，母親羅氏為王太后。范長生從西山乘坐素車來到成都，李雄在門前迎接，執版讓坐，拜為丞相，尊稱為範賢。建興三年（306年），范長生勸李雄稱帝，李雄於是即皇帝位，赦免境內罪犯，改年號為晏平，國號大成，史称成漢。追尊父親李特為景皇帝，廟號始祖，母親羅氏為太后。加授范長生為天地太師，封為西山侯，允許他的部下不參與軍事征伐，租稅全部歸入他的家裡。李雄當時建國初始，本來沒有法紀禮儀，將軍們仗著恩情，各自爭奪班次位置。他的尚書令閻式上疏說：“凡是治理國家製定法紀，總是以遵循舊制度為好。漢、晉舊例，只有太尉、大司馬執掌兵權，太傅、太保是父兄一樣的官，講論道義的職位，司徒、司空掌管五教九土的事情。秦代設置丞相，統掌各類政務。漢武末期，破例讓大將軍統掌政務。如今國家的基業剛剛建立，百事還沒有周全，諸公大將們的班列位次有不同，隨之競相請求設置官職，和典章舊制不相符合，應該建立制度來作為楷模法式。”李雄聽從了他的建議。

### 開疆擴土
晏平二年（307年），李雄派李離、李國、李雲等率領二萬徒眾攻入漢中，梁州刺史張殷逃奔到長安。李國等人攻陷南鄭，將漢中人全部遷到蜀地。晏平四年（309年），當時李離駐鎮梓潼，他的部將訇琦、羅羕、張金苟等殺了李離和閻式，以梓潼歸降晉益州刺史羅尚。羅尚派他的部將向奮屯兵在安漢的宜福來威逼李雄，李雄率兵攻打向奮，但是不能克敵。晏平五年（310年），鎮守巴西的李國也被他帳下的文碩殺死，並以巴西投降羅尚。面對如此情況，李雄於是率眾退回，但派他的部將張寶以殺了人逃亡的名義進入了梓潼，並取得訇琦等人的信任。不久，張寶趁訇琦等人出迎羅尚使者的機會關了城門，成功重奪梓潼。正逢羅尚去世，巴郡混亂，李驤攻打涪城。玉衡元年（311年）正月，李驤攻陷涪城，擒獲梓潼太守譙登，接著乘勝進軍討伐文碩，將文碩殺死。李雄很高興，赦免境內罪犯，改年號為玉衡。
玉衡四年（314年），成漢南得漢嘉、涪陵二城，遠方的人相繼歸附，李雄於是下了有關寬大的命令，對投降依附的人都寬免他們的徭役賦稅。虛心而愛惜人才，授職任用都符合接受者的才能，益州於是安定下來。玉衡五年（315年），李雄立其妻任氏為皇后。當時氐王楊難敵兄弟被前趙劉曜打敗，逃奔葭萌，派兒子來成漢作人質。隴西賊人的統帥陳安又依附了李雄。
王衡九年（319年），李雄派李驤征伐越巂郡，於次年逼降越巂太守李釗。李驤進兵由小會攻打寧州刺史王遜，王遜讓他的部將姚岳率全部兵眾迎戰。李驤的軍隊失利，又遇上連日大雨，李驤領軍隊撤回，爭著渡過瀘水，士卒死了很多。李釗到了成都，李雄對待他非常優厚，朝廷的儀式，喪期的禮節，都由李釗決定。
楊難敵、楊堅頭兄弟因敗予前趙而逃奔葭萌時，李雄的侄兒安北將軍李稚優厚地撫慰他們，沒有送其到成都，反待前趙退兵時放他們兄弟回武都，楊難敵於是仗著天險幹了很多不守法紀的事，李稚請求討伐他。李雄不聽群臣諫言，派李稚的長兄中領軍李琀和將軍樂次、費他、李乾等從白水橋進攻下辯，征東將軍李壽督統李琀的弟弟李玝攻打陰平。楊難敵派軍隊抵禦他們，李壽不能推進，可是李琀、李稚長驅直入到達武街。楊難敵派兵切斷他們的後路，四面圍攻，俘虜李琀、李稚，死了數千人。李琀和李稚都是李雄的兄長李蕩的兒子。李雄深深痛悼他們，幾天不吃飯，說起來就流淚，深深地責備自己。

### 擁立太子
李雄打算立兄李蕩之子为太子，最初有意李琀，但李琀已经战死。玉衡十四年（324年），李雄打算立李蕩的另一个儿子李班為太子。李雄有十多個兒子，群臣都想立李雄親生的。李雄說：“當初起兵，好比常人舉手保護腦袋一樣，本來不希求帝王的基業。適逢天下喪亂，西晉皇室流離，群情舉兵起義，志在拯救塗炭的生靈，而各位於是推舉我，處在王公的地位之上。這一份基業的建立，功勞本來是先帝的。我兄長是嫡親血統，大柞應歸他繼承，恢弘懿美明智聰睿，就像是上天賦予了他這一使命，大事垂成，死於戰場。李班姿質性情仁厚孝順，好學素有所成，必定會成為大器。”李驤和司徒王達諫阻說：“先王樹立太子的原因，是用來防止篡位奪權的萌芽產生，不能不慎重。吳子捨棄他的兒子而立他的弟弟，所以會有專諸行刺的大禍；宋宣公不立與夷而立宋穆公，終於導致宋督的事變。說到像兒子的話，哪裡比得上真兒子呢？懇請陛下深思。”李雄不聽從，終於立了李班。李驤退下後流著淚說：“禍亂從此開始了！”

### 前涼借道
前涼文王張駿派遣使者給李雄一封信，勸他去掉皇帝尊號，向晉朝稱藩做屬臣。李雄回信說： “我以前被士大夫們推舉，卻原本無心做帝王，進一步說想成為晉室有大功的臣子，退一步說想和你一樣同為守禦邊藩的將領，掃除亂氛塵埃，以使皇帝的天下安康太平。可是晉室衰微頹敗，恩德聲譽都沒有，我引領東望，有些年月了。正好收到你的來信，在暗室獨處時體會你的真情，感慨無限。知道你想要按照古時候楚漢的舊事，尊奉楚義帝，《春秋》的大義，在這方面沒有人比得上你。”張駿很重視他的話，不斷派使者來往。巴郡曾告急，說有東面來的軍隊。李雄說：“我曾憂慮石勒飛揚跋扈，侵犯威逼琅邪，為這點耿耿於懷。沒想到竟然能夠舉兵，使人感到欣然。”李雄平時清談，有很多類似這樣的話。
但李雄因為中原地區喪亡禍亂，就頻繁派遣使者與北方的代王拓跋猗盧往來，更和他約定分割天下。張駿又曾派傅穎向成漢借道，以便向建康的晉廷報送表章，遭李雄拒絕。張駿遂派治中從事張淳向成漢自稱藩屬，以此來借道。李雄很高興，對張淳說：“貴主英名蓋世，地形險要兵馬強盛，為什麼不自己在一方稱帝？”張淳說：“寡君因為先祖世代是忠良，沒能夠為天下雪恥，解眾人於倒懸，因而日頭偏西還想不起吃飯，枕戈待旦。想憑藉琅邪來中興江東，所以遠隔萬里仍然翼戴朝廷，打算成就齊桓公、晉文公一樣的事業，說什麼自取天下呢！”李雄表情慚愧，說：“我的先祖先父也是晉朝臣民，從前和六郡人避難到此，被同盟的人推舉，才有今天。琅邪如果能在中原使大晉中興，我也會率眾人助他一臂之力。”張淳回去後，向建康報送了表章，獲得晉帝讚揚。

### 盡得南中
當時李驤去世，李雄任命李驤的兒子李壽為大將軍、西夷校尉。玉衡二十年（330年）十月，李壽督率征南將軍費黑、征東將軍任巳攻陷巴東，太守楊謙退守建平。李壽另派費黑侵擾建平，東晉巴東監軍毌丘奧退守宜都。
玉衡二十一年（331年）七月，李壽進攻陰平、武都，氐王楊難敵投降。。玉衡二十三年（333年），李雄再派李壽進攻朱提，任命費黑、仰攀為先鋒，又派鎮南將軍任回征伐木落，分散寧州的援兵。寧州刺史尹奉投降，於是佔有南中地區。李雄在這種情況下赦免境內罪犯，派李班討伐平定寧州的夷人，任命李班為撫軍。

### 逝世
玉衡二十四年（334年），李雄頭上生毒瘡。六月二十五日，李雄去世，時年六十一歲，在位三十一年。諡號武皇帝，廟號太宗。葬於安都陵。

## 軼事

### 兄死弟貴
李雄的母親羅氏，夢見兩道彩虹從門口升向天空，其中一道虹中間斷開，而後生下李蕩。後來羅氏因為去打水，忽然間像是睡著了，又夢見大蛇繞在她的身上，於是有了身孕，十四個月之後才生下李雄。羅氏常常說：「我的兩個兒子如果有先死的，活著的必定有大富貴。」最終李盪死在李雄前面。

### 任回勸諫
李雄的母親羅氏去世時，李雄相信巫師的話，有很多忌諱，以至於想不入葬。他的司空趙肅諫阻他，李雄才聽從了。李雄想行三年守喪之禮，群臣執意諫阻，李雄不聽。李驤對司空上官惇說：“如今正有急難還沒有消解，我想堅持諫阻，不讓主上最終守居喪之禮，你認為怎麼樣？”上官惇說：“三年的喪制，從天子直到庶人，所以孔子說：'不一定是高宗，古時候的人都是這樣。'但是漢魏以後，天下多難，宗廟是最重要的，不能長時間無人管理，所以不行衰絰一類的禮，盡哀就罷了。”李驤說：“任回將要到來，這個人在處事方面很有決斷，而且主上常常很難不聽他的話，等他到了，就和他一起去請求。”任回抵達後，李驤和任回一同去見李雄。李驤脫去冠流著淚，一再請求因公除去喪服。李雄大哭不答應。任回跪著上前說：“如今王業剛剛開始建立，各種事情都在草創階段，一天沒有主上，天下人心惶惶。從前周武王披著素甲檢閱軍隊，晉襄公繫著墨絰出征，難道是他們希望做的嗎？是為了天下人而委屈自己的原故呀！希望陛下割捨親情順從權宜的方法，以使國運永遠興隆。”於是強行扶李雄起來，脫去喪服親理政事。

## 家庭

### 妻妾
- 任皇后
- 冉氏，生李期

### 子女
- 李越，協助弟李期殺害成哀帝李班。
- 李霸，李期年间卒，疑为被毒杀。
- 李期，殺害成哀帝李班，並自立為帝。
- 李保，李期年间卒，疑为被毒杀。

李雄共有庶子十五人，其余后来都被李寿所杀。

## 延伸阅读
[在维基数据编辑]
 《晉書·卷121》，出自房玄齡《晉書》